# Command & Conquer: Rivals
Command & Conquer: Rivals är ett free-to-play realtidsstrategispel till mobiltelefoner. Den släpptes till Android och IOS.

## Spelupplägg
Command & Conquer: Rivals spelas i matcher mellan två spelare i multiplayer. Spelaren kan välja att spela som en av rivalerna, GDI eller Brotherhood of Nod, varje fraktion har unika egenskaper. Spelaren ska ta över plattformar som är omringad kring en missil silo. Om spelaren har tagit över två eller fler plattformar under en tid avfyras missilen mot motståndarens bas.

## Utveckling
Spelet visades på EA Play 2018 med ett spelbart demo, vilket blev första det Commad & Conquer-spelet sen Command & Conquer: Tiberium Alliances från 2012. En alpha-version av spelet släpptes till Google Play samma dag. Greg Black som arbetade på andra Command & Conquer-spel anlitades för att designa spelets strider.

## Mottagande
Command and Conquer: Rivals blev kritiserad av spelare för att vara ett mobilspel istället för ett realtidstrategispel som spelserien är känd för. Redwood Studios general manager Michael Martinez svarade att teamet hoppades att kunna släppa ett bra realtidsstrategispel till mobila plattformar. Han bad fansen till serien att ge spelet en chans.